# Egiptologia

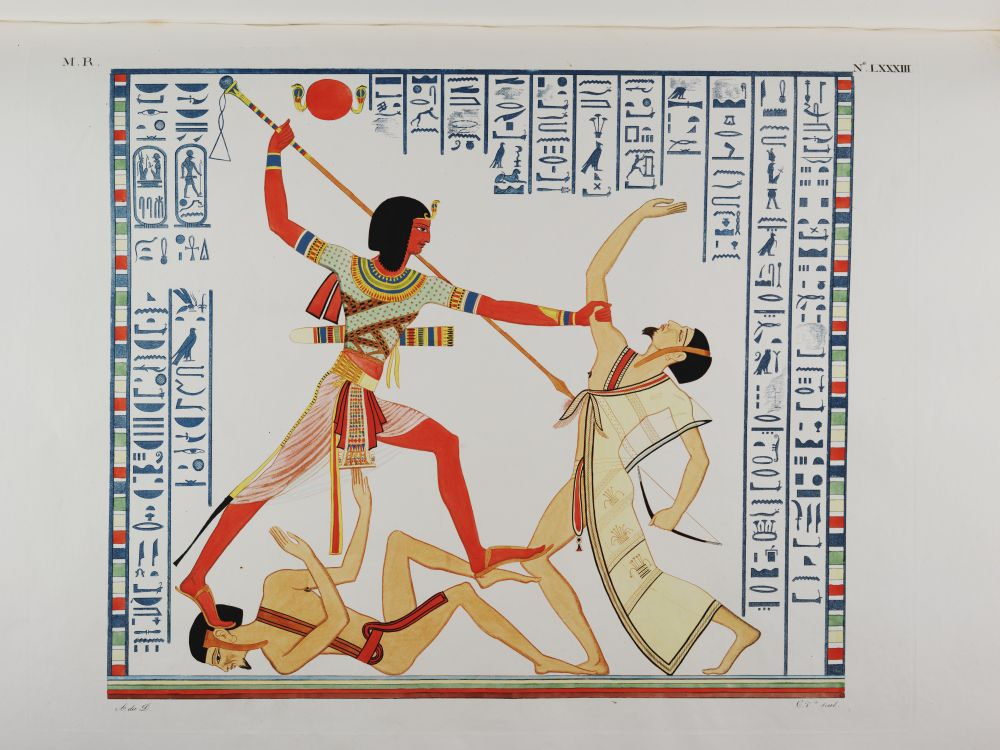
Hieróglifos e representações transcritas por Ippolito Rosellini em 1832

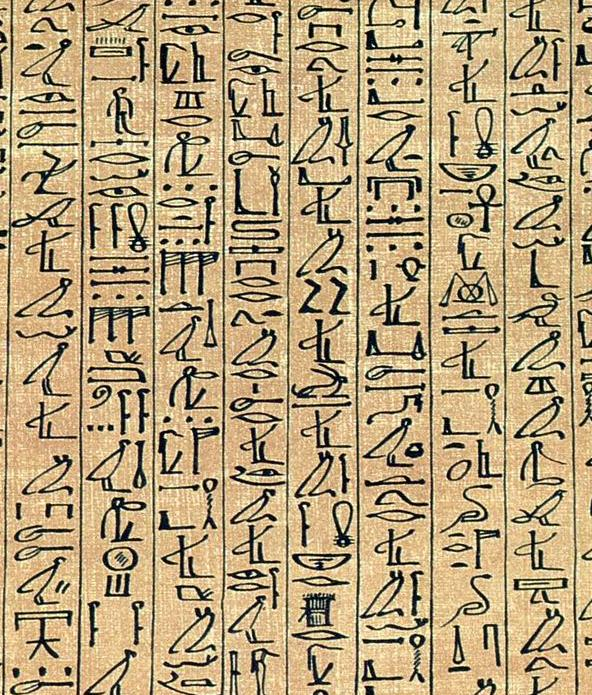
Uma seção do Papiro de Ani mostrando hieróglifos cursivos

Egiptologia é o estudo da cultura egípcia. É uma área da arqueologia, da antropologia e da história antiga. Ainda que comumente associada ao período faraônico, a Egiptologia também se estende para as origens pré-dinásticas (anterior à unificação c. 3150 a.C.) até períodos mais recentes da história do Egito. A disciplina surgiu, oficialmente, quando da criação da cadeira de Egiptologia no Collège de France para Jean-François Champollion (1790-1832), após sua decifração da escrita egípcia, os hieróglifos. A partir de então, uma nova luz abriu-se para os documentos dessa terra lendária que poderia ser interpretada, finalmente, através do ponto de vista dos próprios egípcios (até então vigoravam as interpretações bíblicas e de autores greco-romanos).
A egiptologia foi ganhando novas ramificações ao se tornar uma ciência mais madura. Técnicas arqueológicas mais acuradas foram aplicadas na descoberta e conservação dos monumentos, envolvendo um amplo leque de disciplinas em estudos arquitetônicos, biológicos e físicos, entre outros. Hoje em dia, a exploração de um sítio arqueológico no Egito envolve um longo processo de estudo deste antes de se começar qualquer escavação. Uma metodologia criteriosa é indispensável para a conservação das descobertas e este processo envolve igualmente sua análise e publicação para torná-las de acesso público.
Para C. W. Ceram, a egiptologia começou com a obra Description de l'Égypte (ou "Recueil des observations et recherches qui ont été faites en Égypte pendant l'expédition française"), onde foi reunido pelo Ministro do Interior Jean-Antoine Chaptal os registos da expedição científica que acompanhara Napoleão Bonaparte na sua Campanha do Egito, em especial fundamentada nas gravuras de Vivant Denon.